# Lieutenant-gouverneur
Pour les articles homonymes, voir Lieutenant.
Lieutenant-gouverneur, au féminin lieutenante-gouverneure,, est un titre qui désigne des fonctions officielles dans des territoires, le plus souvent anciennement gouvernés par la Couronne britannique.

## Australie
Au départ de la colonisation britannique, la Nouvelle-Galles du Sud était supervisée par un gouverneur et les autres colonies, comme la Tasmanie (Van Diemen's Land à l'époque) ou la Nouvelle-Zélande (Bay of Islands à l'époque), par un lieutenant-gouverneur.
Aujourd'hui, il n'y a pas de lieutenant-gouverneur au niveau fédéral, mais il y a encore, au niveau des États, des lieutenants-gouverneurs, des administrateurs (en anglais, Administrators) et des présidents (Chief Justices) de la Cour suprême de l'État, qui ont normalement des rôles distincts; cependant, dans beaucoup d'États, notamment la Nouvelle-Galles du Sud, le Victoria et l'Australie-Méridionale, le rôle de lieutenant-gouverneur est joué par le président de la Cour Suprême. En 2001, la Constitution du Queensland a été modifiée pour recréer le poste de lieutenant-gouverneur. Quand un gouverneur meurt, démissionne ou s'absente, un administrateur ou un lieutenant-gouverneur doit le remplacer. Celui-ci n'a aucun rôle tant que le gouverneur est en activité, mais il est prêt à prendre sa place en cas de besoin.

## Canada
Nommés généralement pour un mandat de cinq ans par le gouverneur général du Canada sur proposition du premier ministre fédéral, les lieutenants-gouverneurs sont les représentants du roi de la Monarchie canadienne auprès des assemblées législatives des dix provinces. À ce titre, ils sont les dignitaires du plus haut rang de leur province.

## États-Unis
Aux États-Unis, un lieutenant-gouverneur est dans la plupart des cas, la personne qui seconde le gouverneur placé à la tête de chacun des États américains, le remplaçant en cas d'absence ou d'incapacité temporaire. La fonction de lieutenant-gouverneur existe dans 43 des 50 États.

## Dépendances de la Couronne (Royaume-Uni)
Le lieutenant-gouverneur de l'île de Man est le représentant de la Couronne britannique.
Les deux lieutenants-gouverneurs, un pour le bailliage de Jersey, un pour le bailliage de Guernesey, sont les représentants de la Couronne britannique. Ils sont nommés par le souverain britannique, au titre de duc de Normandie, sur avis du gouvernement britannique.
Historiquement, le titre a également été attribué pour Hong Kong entre 1843 et 1902, et pour Java porté seulement par Thomas Stamford Raffles entre 1811 et 1814 après l'application du traité anglo-néerlandais de 1814.

## Pays-Bas
Le titre de lieutenant-gouverneur (en néerlandais : gezaghebber) a été attribué jusqu'en 2010 aux personnes à la tête du conseil d'administration de l'ancien État des Antilles néerlandaises (1954-2010).
À la suite de la dissolution de l'État en 2010, un lieutenant-gouverneur supervise respectivement une des trois municipalités spéciales des Pays-Bas caribéens - Saba, Bonaire et Saint-Eustache où leur fonction est similaire à celle d'un bourgmestre aux Pays-Bas européens.